# Changement de nom de communes en France au XXIe siècle
Pour un article plus général, voir Changement de nom de communes en France.
Cet article présente une liste des changements de nom de communes en France au XXIe siècle.